# のどかけん
のどか けん（1954年8月5日 - ）は、日本の司会者・タレント・レポーター・歌手・ソングライター。本名は田中 堅司（たなか けんじ）。
山口県・萩市出身。ジョイ企画Queen Music Japan所属。日本音楽著作権協会正会員。日本作詩家協会会員。日本作曲家協会会員。

## 来歴
大東文化大学を卒業後、建設コンサルタントの営業をしていたが、趣味が高じてテレビ民放局の報道カメラマン。その経験を生かし、制作プロデューサーとしてCMや番組制作を行う株式会社ジョイ企画を立ち上げ、司会・レポーター・歌手・作詞、作曲など現在に至る。
現在、山口放送『情報PiPi』・『愛しき街から』のナレーターをはじめ、ラジオ関西『のどかけんの「我ら歌仲間」』のパーソナリティー、『月刊カラオケファン』新曲紹介コーナーにて語り部の制作を担当をしている。

## CD・本
- カラオケ司会・名文句集「司会の達人」
  - テイチクエンタテインメント
- 男親
- 尽くしてあげる
- 雪酔酒
- レコチョク
- 歌のぽけっと
- 独り占め・化粧桜
- あなたにゆれて・花嫁の父
- こころの花よ・法善寺ブルース
- こんな俺でも・銀座のささやき
- はなしはしない・焔のブルース
- 岩国ひとり・妻という名の切符を持って
- 徳山みれん・ぶきっちょ人生
- 光輝く故郷さん
- 長州武士の子守歌